# کالویان

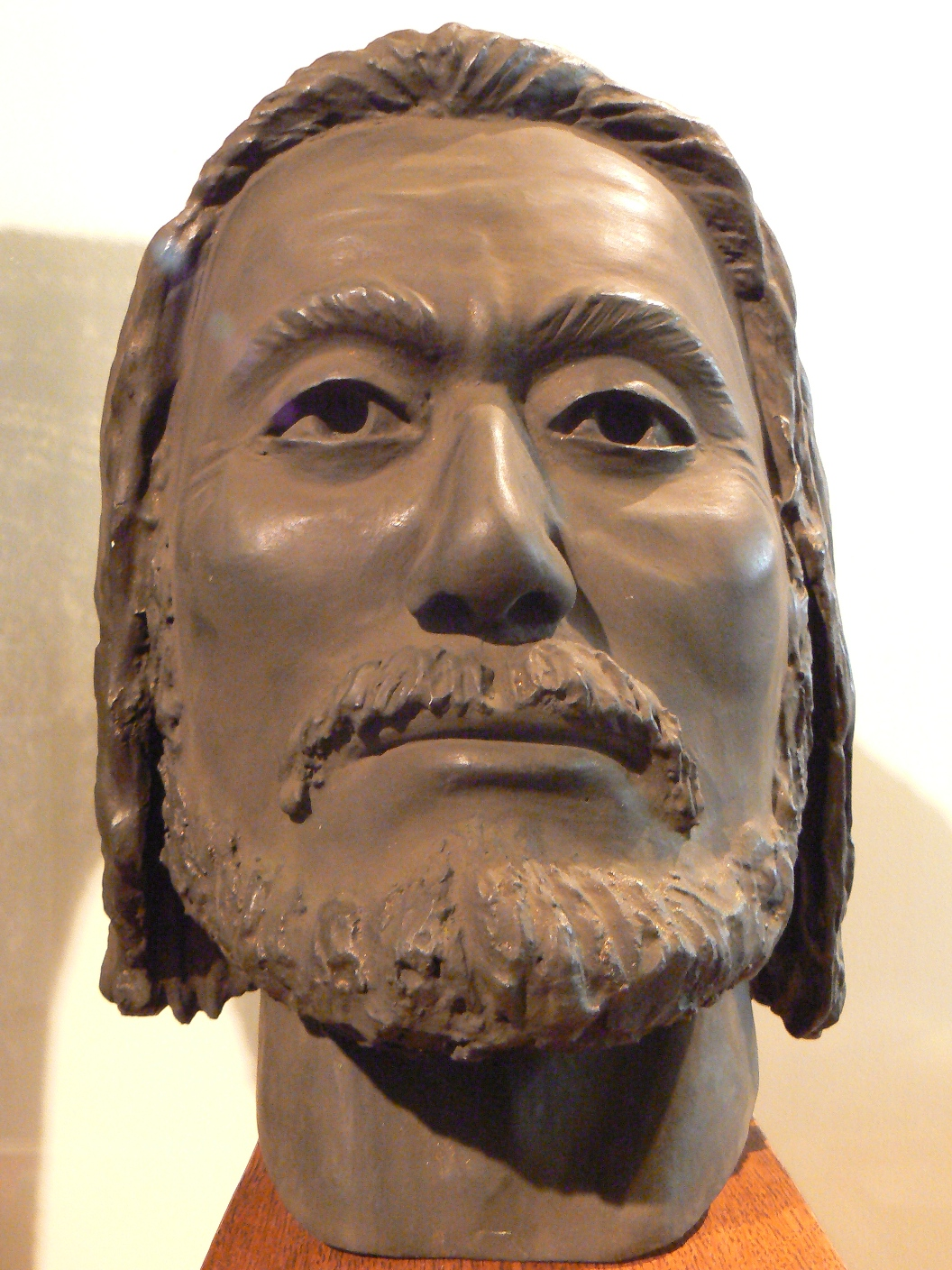
چهرهٔ بازسازی‌شدهٔ تزار کالویان از روی جمجمهٔ یافته‌شدهٔ او، موزهٔ تاریه ملی بلغارستان

کالویان (به بلغاری: Калоян) (زادهٔ پیرامون ۱۱۷۰- مرگ اکتبر ۱۲۰۷ میلادی) تزار بلغارستان از ۱۱۹۶ تا سال مرگش بود.
کالویان در اواخر دههٔ ۱۱۸۰ به صورت گروگان در قسطنطنیه بود. از ۱۱۹۶ در کنارِ پتر دوم به پادشاهی رسید. یک سال پس از آن که پتر کشته‌شد کالویان به فرمانروایی کامل بلغارستان رسید.